# インテリアデザイン科
インテリアデザイン科は、日本の学校等にある学科の名称。主には専修学校に設置され、建築と住居や乗物のインテリア・内装などのデザインを習得する。

## 設置している学校
- KIDI PARSONS  建築デザイン科のほかに、インテリアデザイン科
- 山脇美術専門学院  インテリアデザイン科
- 水戸日建工科専門学校 工業専門課程 建築インテリアデザイン科
- 専門学校文化デザイナー学院 産業デザイン専門課程 インテリアデザイン学科
- 足利デザイン・ビューティ専門学校 文化教養専門課程 インテリアデザイン科
- 宇都宮日建工科専門学校 工業専門課程 建築インテリアデザイン科
- 群馬日建工科専門学校 工業専門課程 建築インテリアデザイン科
- 国際アート&デザイン専門学校 インテリアデザイン科
- 仙台デザイン専門学校  インテリアデザイン科
- 明治設計製図学園  インテリアデザイン科
- 群馬日建工科専門学校インテリアデザイン科、建築設計科、建築設計研究科
- 東京デザイン専門学校  インテリアデザイン科
- 東京美術学院  インテリアデザイン科
- 栃木県立小山北桜高等学校  インテリアデザイン科、建築システム科
- 日本デザイナー学院   インテリアデザイン科
- 専門学校アイシーエスカレッジオブアーツ インテリアデザイン専門課程 インテリアアーキテクチュア&デザイン科
- 専門学校アイシーエスカレッジオブアーツ インテリアデザイン専門課程 インテリアデコレーション科
- 東京日建工科専門学校 建築専門課程 建築インテリアデザイン科
- 横浜日建工科専門学校 工業専門課程 建築インテリアデザイン科
- 新潟日建工科専門学校 工業専門課程 建築インテリアデザイン科
- 専門学校東京デザイナー学院  インテリアデザイン科
- 日本工学院専門学校 テクノロジーカレッジ  インテリアデザイン科 、建築設計科
- 中央工学校   インテリアデザイン科
- 中央工学校OSAKA  インテリアデザイン科
- 東海工業専門学校金山校 工業専門課程 インテリアデザイン科
- 浜松日建工科専門学校 工業専門課程 建築インテリアデザイン科
- 新潟工科専門学校 工業専門課程 インテリアデザイン科
- 名古屋NSCカレッジ 名古屋環境建設専門学校・名古屋総合デザイン専門学校 インテリアデザイン科
- 大阪市立工芸高等学校  インテリアデザイン科、建築デザイン科
- 大阪工業技術専門学校 工業専門課程 I部インテリアデザイン学科
- 福岡常葉高等学校  インテリアデザイン科
- 修成建設専門学校 工業専門課程 第1本科（昼）空間デザイン学科
- 神戸電子専門学校 工業専門課程 建築インテリアデザイン学科 建築デザインコース　建築インテリアコース
- 麻生建築&デザイン専門学校 工業専門課程 インテリアデザイン科
- 熊本デザイン専門学校 工業専門課程 建築・インテリアデザイン科 建築デザイン専攻
- 専修学校インターナショナルデザインアカデミー 工業専門課程 インテリア・建築デザイン科 建築デザインコース（3年制）
- 専修学校インターナショナルデザインアカデミー 工業専門課程 インテリア・建築デザイン科 インテリアデザインコース（3年制）